# Émiéville
Émiéville est une commune française, située dans le département du Calvados en région Normandie, peuplée de 626 habitants, les Émiévillais.

## Géographie
La commune est située à dix kilomètres à l'est de Caen et à quatre kilomètres de Troarn.
| Banneville-la-Campagne | Banneville-la-Campagne | Banneville-la-Campagne |
| Cagny                  | Émiéville              | Vimont                 |
| Frénouville            | Frénouville, Vimont    | Vimont                 |

### Hydrographie
La commune est située dans le bassin Seine-Normandie. Elle est drainée par le canal Oursin, le Cours, un bras de la Petite Rivière, la Petite Rivière et le cours d'eau 01 de la commune d'Emieville,,.
Le canal Oursin, un canal, chenal et un cours d'eau naturel non navigable d'une longueur de 17 km, prend sa source dans la commune  et se jette  dans le Grand Canal à Brucourt, après avoir traversé sept communes. 

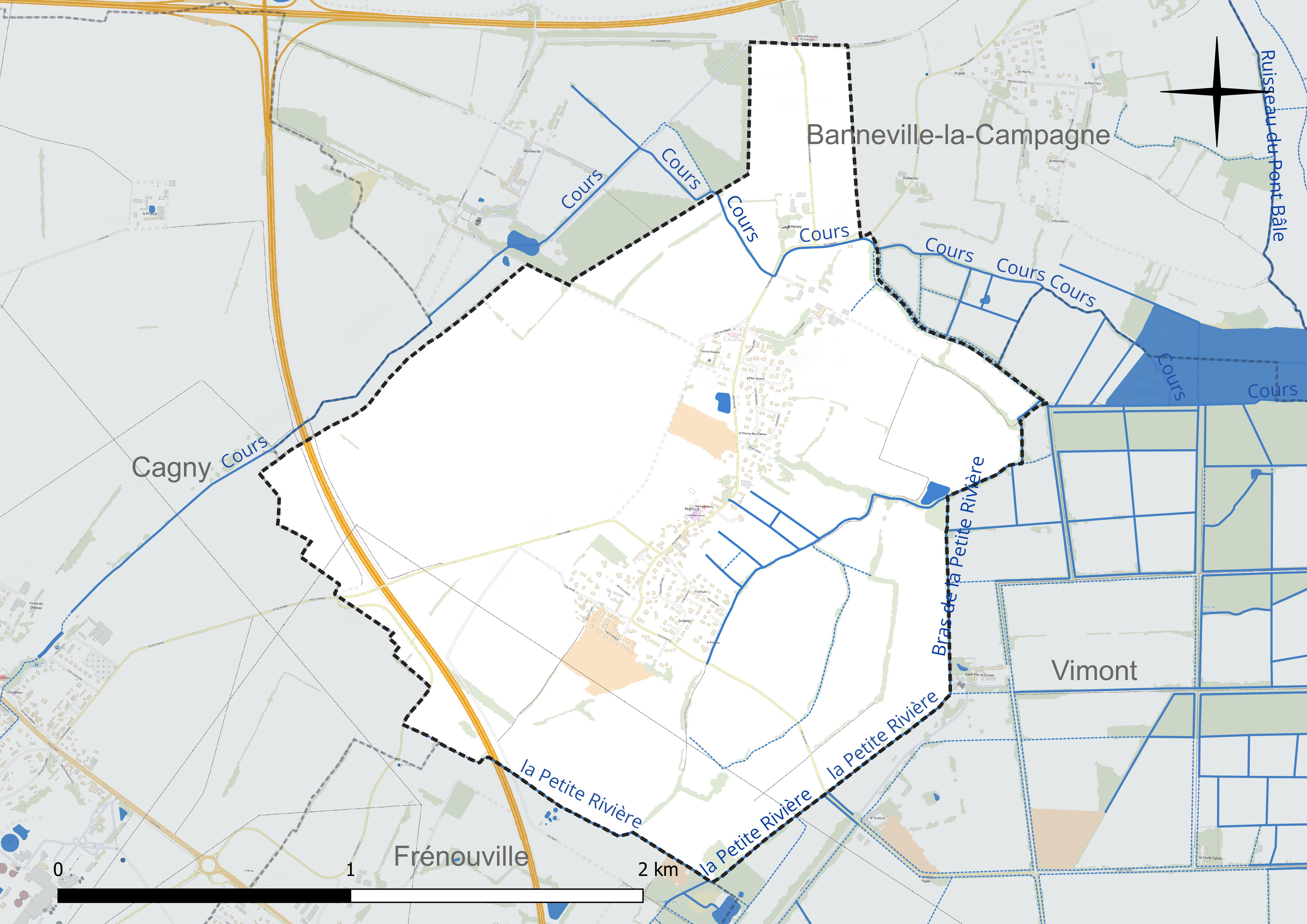
Réseau hydrographique d'Émiéville.

### Climat
Pour des articles plus généraux, voir Climat de la Normandie et Climat du Calvados.
En 2010, le climat de la commune est de type climat océanique altéré, selon une étude du CNRS s'appuyant sur une série de données couvrant la période 1971-2000. En 2020, Météo-France publie une typologie des climats de la France métropolitaine dans laquelle la commune est exposée à un climat océanique et est dans la région climatique  Normandie (Cotentin, Orne), caractérisée par une pluviométrie relativement élevée (850 mm/a) et un été frais (15,5 °C) et venté. Parallèlement le GIEC normand, un groupe régional d'experts sur le climat, différencie quant à lui, dans une étude de 2020, trois grands types de climats pour la région Normandie, nuancés à une échelle plus fine par les facteurs géographiques locaux. La commune est, selon ce zonage, exposée à un « climat des plateaux abrités », correspondant à la plaine agricole de Caen à Falaise, sous le vent des collines de Normandie et proche de la mer, se caractérisant par une pluviométrie et des contraintes thermiques modérées.
Pour la période 1971-2000, la température annuelle moyenne est de 10,7 °C, avec  une amplitude thermique annuelle de 12,2 °C. Le cumul annuel moyen de précipitations est de 666 mm, avec 11,1 jours de précipitations en janvier et 7,5 jours en juillet. Pour la période 1991-2020, la température moyenne annuelle observée sur la station météorologique la plus proche, située sur la commune d'Argences à 5 km à vol d'oiseau, est de 11,6 °C et le cumul annuel moyen de précipitations est de 742,9 mm,. Pour l'avenir, les paramètres climatiques de la commune estimés pour 2050 selon différents scénarios d'émission de gaz à effet de serre sont consultables sur un site dédié publié par Météo-France en novembre 2022.

## Urbanisme

### Typologie
Au 1er janvier 2024, Émiéville est catégorisée commune rurale à habitat dispersé, selon la nouvelle grille communale de densité à 7 niveaux définie par l'Insee en 2022.
Elle est située hors unité urbaine. Par ailleurs la commune fait partie de l'aire d'attraction de Caen, dont elle est une commune de la couronne,. Cette aire, qui regroupe 296 communes, est catégorisée dans les aires de 200 000 à moins de 700 000 habitants,.

### Occupation des sols
L'occupation des sols de la commune, telle qu'elle ressort de la base de données européenne d'occupation biophysique des sols Corine Land Cover (CLC), est marquée par l'importance des territoires agricoles (91,1 % en 2018), en diminution par rapport à 1990 (99,5 %). La répartition détaillée en 2018 est la suivante : 
terres arables (85,5 %), zones urbanisées (8,4 %), prairies (5,6 %), forêts (0,5 %). L'évolution de l'occupation des sols de la commune et de ses infrastructures peut être observée sur les différentes représentations cartographiques du territoire : la carte de Cassini (XVIIIe siècle), la carte d'état-major (1820-1866) et les cartes ou photos aériennes de l'IGN pour la période actuelle (1950 à aujourd'hui).

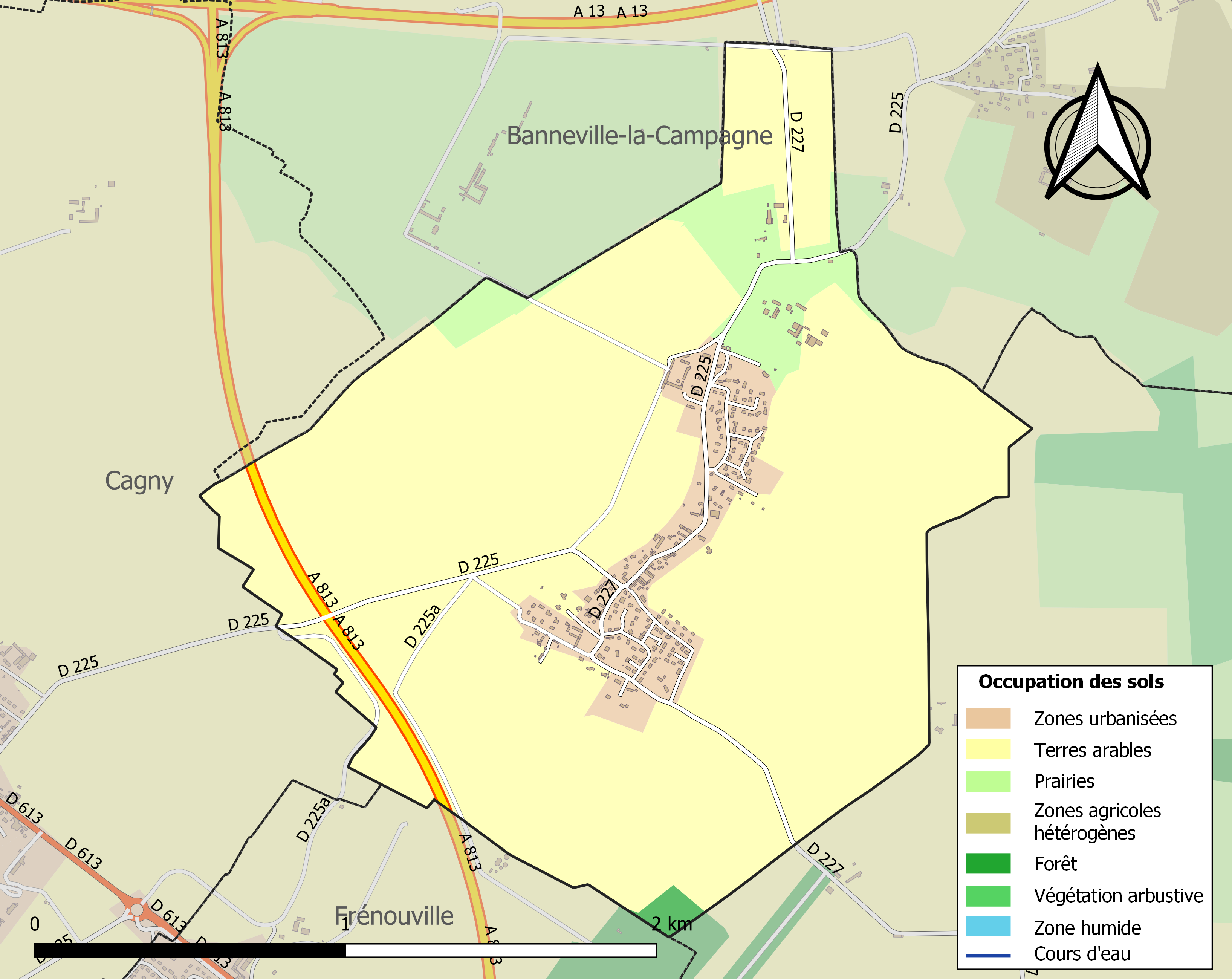
Carte des infrastructures et de l'occupation des sols de la commune en 2018 (CLC).

## Toponymie
Le nom de la localité est attesté sous la forme Esmivilla en 1073 (Orderic Vital, II, 428) ; Esmitvilla en 1129 - 1131 (AG, Jean Adigard des Gautries, « Noms de personnes scandinaves en Normandie de 911 à 1066 », Lund, 1954) ; Esmevilla 1234 (Célestin Hippeau, Dictionnaire topographique du Calvados) ; Esmieville 1455,.
Il s'agit d'une formation toponymique médiévale composée avec l'appellatif -ville au sens ancien de « domaine rural », dont le premier élément Émié- représente un anthroponyme selon le cas général,. On identifie généralement le nom de personne scandinave Smidr orthographié diversement selon les auteurs, (comprendre vieux norrois Smiðr ou vieux danois Smith « forgeron, artisan », identique à l'anglais Smith), surnom disparu de Normandie au profit de son équivalent en langue d'oïl Lefebvre / Lefèvre. On le rencontre également dans Émainville (Eure, Smit villa vers 1024),.

## Histoire
Pendant l'été 1944, Émiéville a constitué la ligne de front entre troupes alliées et allemandes durant un mois, du 18 juillet au 17 août, jusqu'à l'opération Goodwood. Le village a subi beaucoup de destructions, dont son église.

## Politique et administration
| Période                                  | Période   | Identité          | Étiquette | Qualité              |
| ---------------------------------------- | --------- | ----------------- | --------- | -------------------- |
| 1971                                     | mars 1989 | Michel Lenoir     |           | Ingénieur AM         |
| 1989                                     | mars 2008 | Jacqueline Lacour |           | Comptable            |
| mars 2008                                | mars 2014 | Patrice Bernard   | SE        | Retraité de La Poste |
| mars 2014                                | En cours  | Stéphane Amilcar  | SE        | Salarié PSA          |
| Les données manquantes sont à compléter. |           |                   |           |                      |

## Démographie
L'évolution du nombre d'habitants est connue à travers les recensements de la population effectués dans la commune depuis 1793. Pour les communes de moins de 10 000 habitants, une enquête de recensement portant sur toute la population est réalisée tous les cinq ans, les populations de référence des années intermédiaires étant quant à elles estimées par interpolation ou extrapolation. Pour la commune, le premier recensement exhaustif entrant dans le cadre du nouveau dispositif a été réalisé en 2005.
En 2022, la commune comptait 626 habitants, en évolution de +6,46 % par rapport à 2016 (Calvados : +1,58 %, France hors Mayotte : +2,11 %).
| 1793 | 1800 | 1806 | 1821 | 1831 | 1841 | 1846 | 1851 | 1856 |
| ---- | ---- | ---- | ---- | ---- | ---- | ---- | ---- | ---- |
| 180  | 183  | 185  | 182  | 196  | 208  | 225  | 203  | 188  |

| 1861 | 1866 | 1872 | 1876 | 1881 | 1886 | 1891 | 1896 | 1901 |
| ---- | ---- | ---- | ---- | ---- | ---- | ---- | ---- | ---- |
| 186  | 171  | 179  | 168  | 155  | 152  | 153  | 140  | 157  |

| 1906 | 1911 | 1921 | 1926 | 1931 | 1936 | 1946 | 1954 | 1962 |
| ---- | ---- | ---- | ---- | ---- | ---- | ---- | ---- | ---- |
| 154  | 136  | 151  | 111  | 111  | 102  | 75   | 186  | 237  |

| 1968 | 1975 | 1982 | 1990 | 1999 | 2005 | 2006 | 2010 | 2015 |
| ---- | ---- | ---- | ---- | ---- | ---- | ---- | ---- | ---- |
| 198  | 255  | 280  | 356  | 349  | 414  | 415  | 548  | 582  |

| 2020 | 2022 | - | - | - | - | - | - | - |
| ---- | ---- | - | - | - | - | - | - | - |
| 633  | 626  | - | - | - | - | - | - | - |

## Lieux et monuments
- Église de la Nativité-de-Notre-Dame, dont le clocher faisait autrefois l'objet d'une inscription au titre des monuments historiques depuis le 18 mars 1927[29]. Elle a été détruite lors de la bataille de Normandie. L'église Notre-Dame construite en 1958 l'a remplacée.
- Ferme du château, dont le portail d'entrée (XVIIIe siècle) fait l'objet d'une inscription au titre des monuments historiques depuis le 22 novembre 1972[30].
- Manoir des XVIe et XVIIe siècles qui fait l'objet d'une inscription au titre des monuments historiques depuis le 1er mars 1973[31].

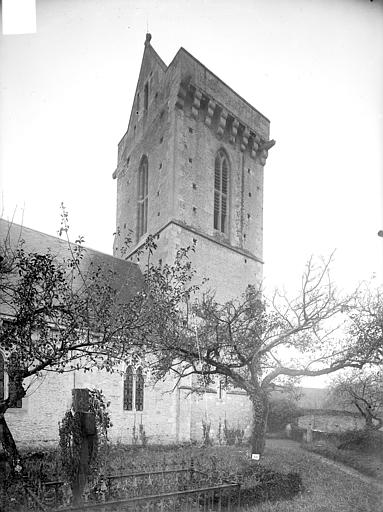
L'ancien clocher de l'église détruite en 1944.
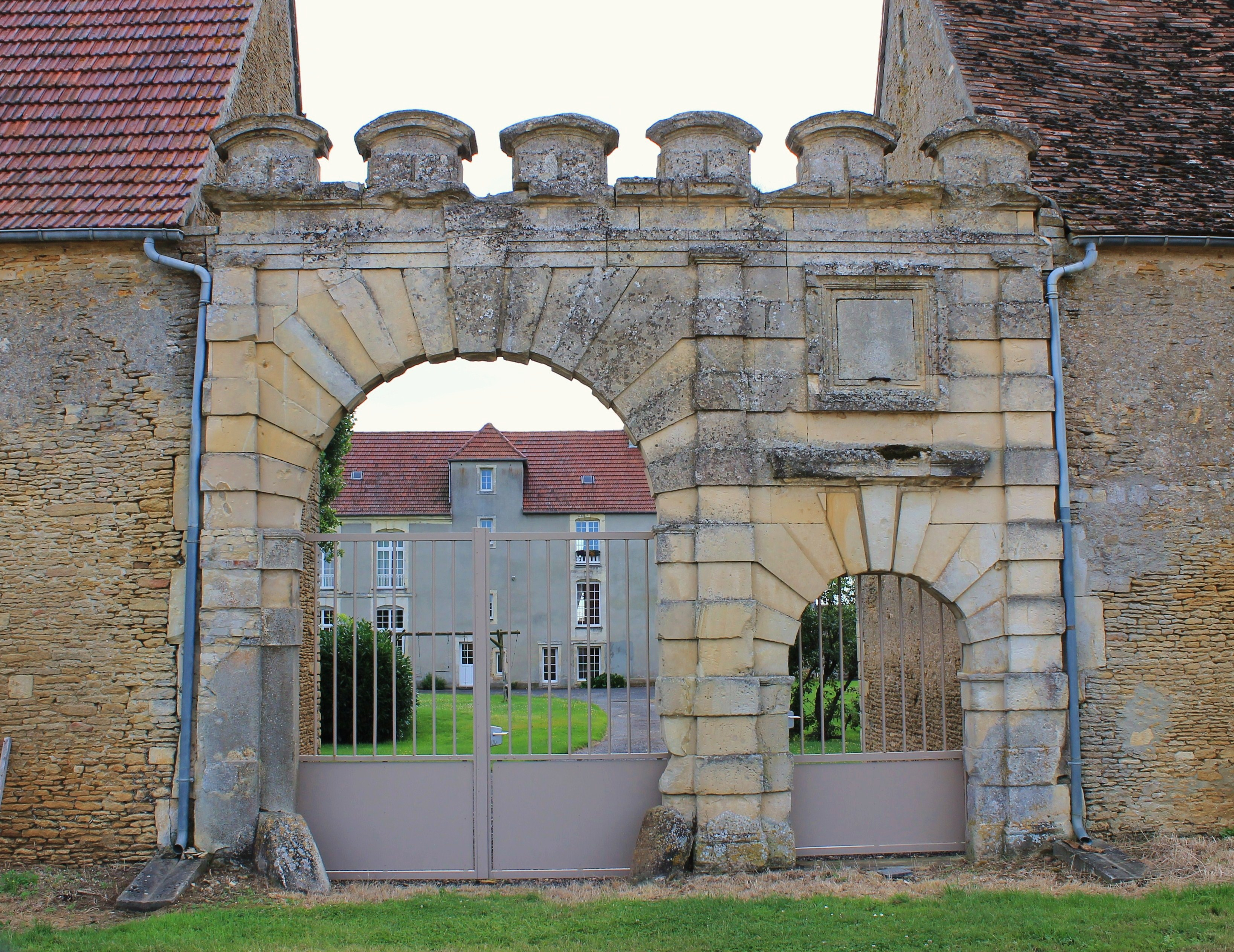
Le portail de la ferme du château.
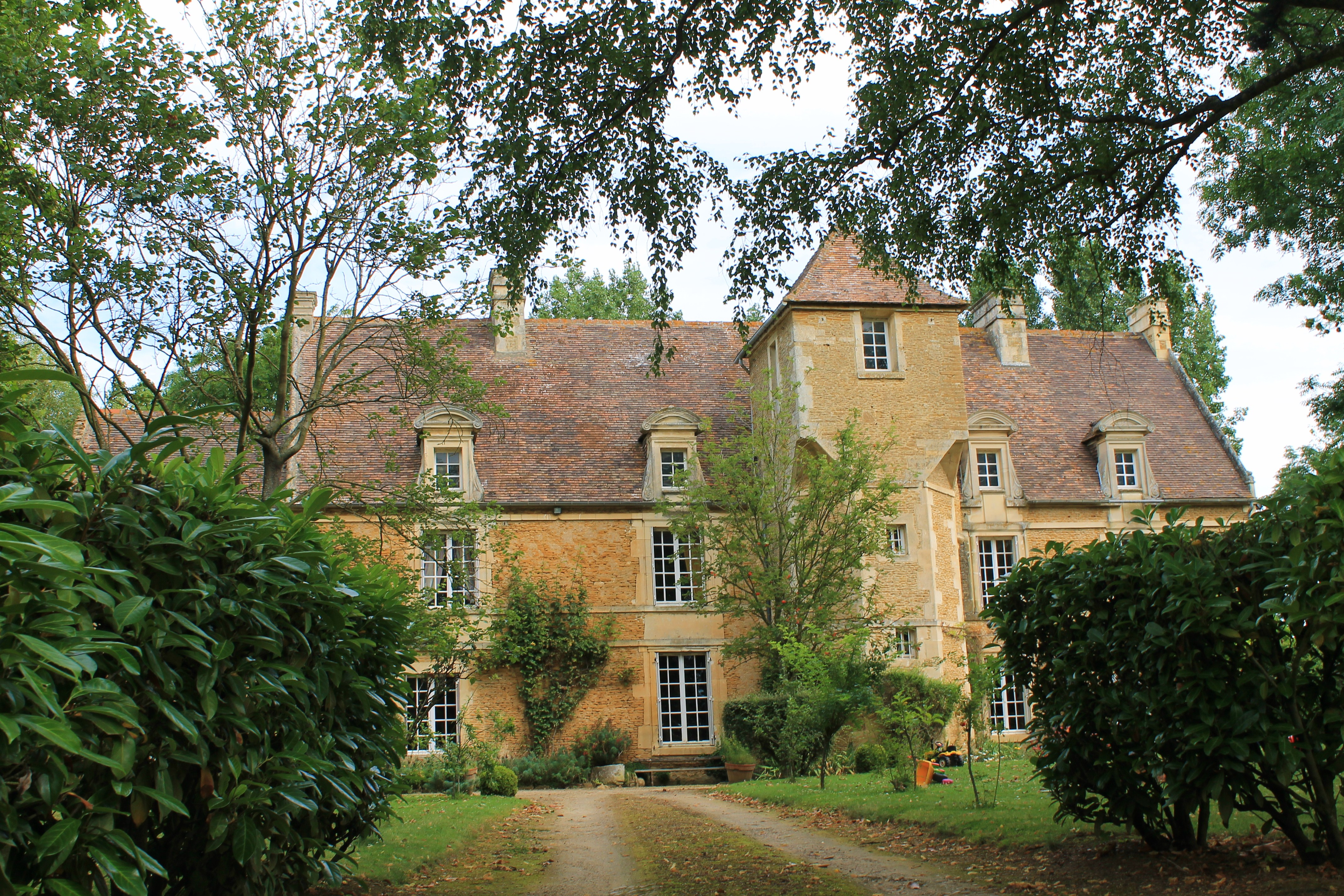
Le manoir.
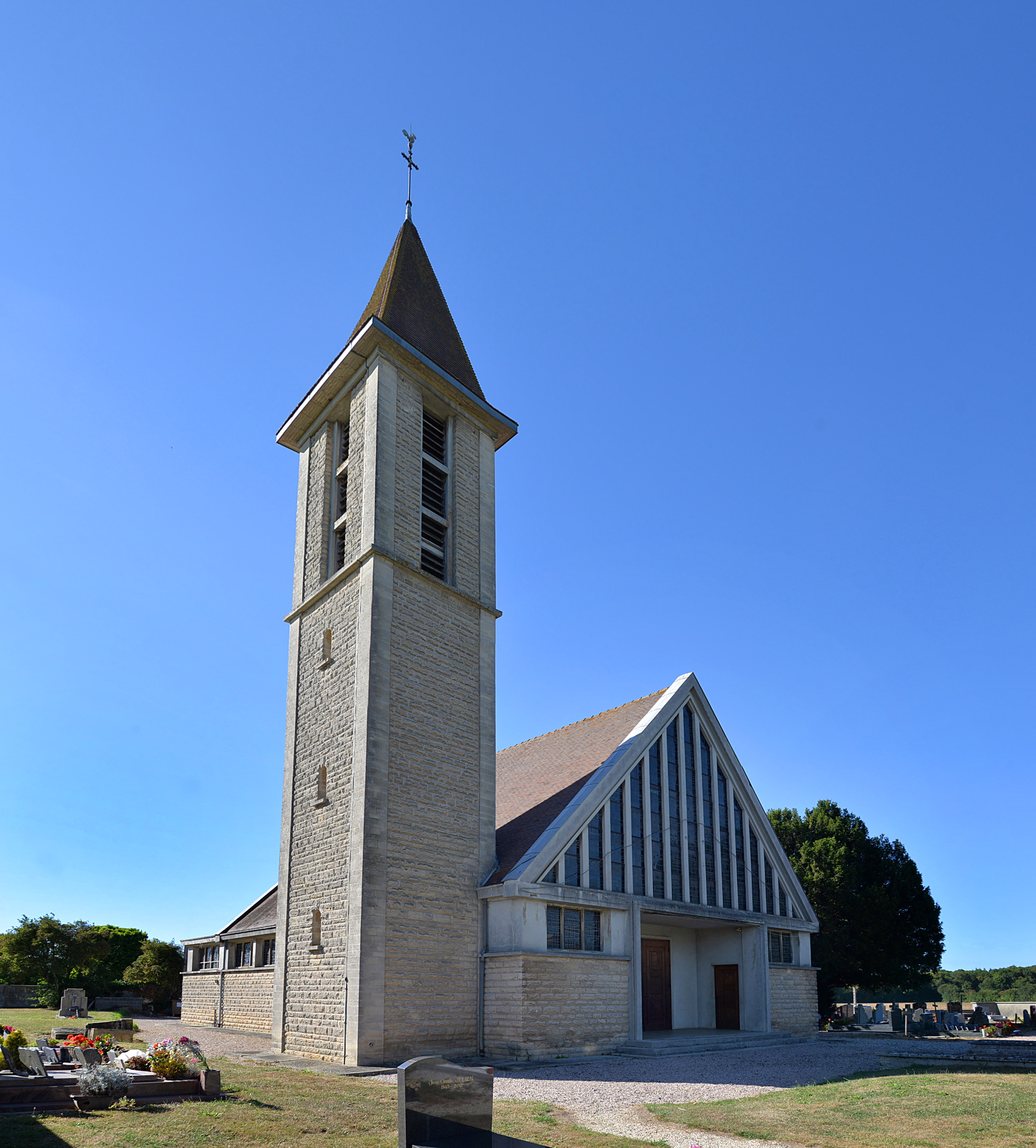
L'église de la Nativité-de-Notre-Dame.

## Activité et manifestations
Depuis 2014, Émiéville à son propre festival de musique, Les Festives d'Émiéville, qui chaque année regroupe différents groupes de musique sur une soirée.